# Ultra-alto vácuo

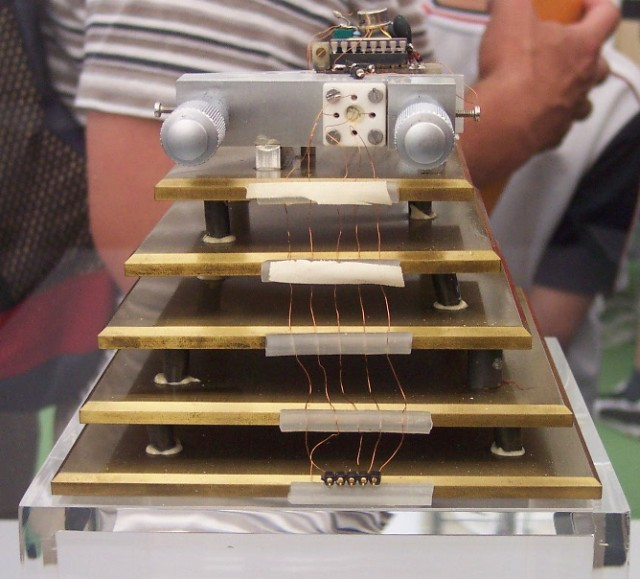
O ultra-alto vácuo é, entre outros, empregado em microscópios de corrente de tunelamento.

Ultra-alto vácuo (em inglês: ultra-high vacuum) é um estrato do vácuo caracterizado por pressões menores do que 10−7 pascal ou 100 nanopascals (10−9 mbar, ~10−9 torr). O ultra-alto vácuo, UHV (do inglês: Ultra-high vacuum), necessita do uso de materiais raros para a construção do equipamento e do esquentamento do sistema para remover a água e restos de gases que se depositam nas superfícies da câmara. A pressões tão baixas, o percurso livre, médio, de uma molécula de gás é de aproximadamente 40 km, o que faz com que as moléculas choquem muitas vezes com as paredes da câmara antes de chocarem entre elas. Por isto, a maior parte dos choques das moléculas são com as superfícies da câmara.

## Conceitos envolvidos
- Sorção de gases
- Teoria cinética dos gases
- Transporte de gases e bombagem
- Bomba de vácuo
- Pressão de vapor

## Limitações dos materiais
Materiais que não podem ser utilizados devido a baixa pressão dos gases:
- A maioria dos compostos orgânicos não podem ser usados:
  - plásticos exceto PTFE e PEEK: as juntas são feitas de cobre e são usadas apenas uma vez; os plásticos para outros usos são substituídos por cerâmicas ou metais
  - colas: colas especiais para alto vácuo devem ser utilizadas
- aço: devido à sua oxidação, que aumenta a área de absorção, somente o aço inoxidável é usado
- chumbo: soldaduras são feitas sem recorrer a soldas que usem a este metal

Limitações técnicas:
- parafusos: os sulcos têm uma superfície com uma área grande e tendem a prender gases, por isso são evitados
- soldagem: soldadura convencional não pode ser usada por formar superfícies de grande área e porque forma pequenas câmaras, que prenderiam gás à pressão atmosférica, que seria lentamente liberto durante a remoção de gases.

## Usos típicos do ultra-alto vácuo
O ultra-alto vácuo é necessário para técnicas de análise de superfícies como
- Espectroscopia de fotoelétrons excitados por raios X (XPS)
- Espectroscopia de electrões Auger
- Espectroscopia de Massa por Ionização Secundária (SIMS)
- Espectroscopia de Dessorção Térmica (TPD)
- Formação e preparação de filmes finos com grandes exigências de pureza, tais como em epitaxia de feixe molecular (MBE), depositamento de químicos na fase de vapor (CVD) e depositamento por laser pulsado (PLD)
- Espectroscopia de fotoelétrons induzidos com resolução em ângulo (ARPES)

O ultra-alto vácuo é necessário nestas técnicas para reduzir a contaminação das superfícies ao reduzir o número de moléculas que chocam com  a amostra num determinado intervalo de tempo. A pressões de 0.1 mPa (10−6 Torr), leva apenas 1 segundo para cobrir a superfície com contaminantes, e por isto, pressões mais baixas são necessárias para experiências mais duradouras.
O ultra-alto vácuo é também necessário para:
- Aceleradores de partículas
- Detector de ondas gravitacionais tais como LIGO, VIRGO, GEO 600, e TAMA 300.
- Física atômica, em experiências com átomos a baixas temperaturas, tais como ion trapbou condensados de Bose-Einstein

e, quando não é obrigatório, pode melhorar técnicas como:
- Microscópio de força atômica. Alto vácuo produz alto Q factors na oscilação do cantilever.
- Microscópio de corrente de tunelamento. Alto vácuo reduz a oxidação e a contaminação, aumentando a resolução das imagens  que podem ter resolução atômica para um metal limpo ou para semicondutores.